# Loutráki (Skópelos)
Loutráki (en grec moderne : Λουτράκι ou Loutrákion (Λουτράκιον)), est un village de l'île de Skópelos, en mer Égée, en Grèce.
Selon le recensement de 2011, la population de la localité compte 163 habitants.